# Grabowiec (Lipsko)
Pour les articles homonymes, voir Grabowiec.
Grabowiec (prononciation : [ɡraˈbɔvjɛt͡s]) est un village polonais de la gmina de Rzeczniów dans le powiat de Lipsko de la voïvodie de Mazovie dans le centre-est de la Pologne.
Il se situe à environ 5 kilomètres au sud-ouest de Rzeczniów (siège de la gmina), 20 kilomètres à l'ouest de Lipsko (siège du powiat) et à 127 kilomètres au sud de Varsovie (capitale de la Pologne).
Le village possède approximativement une population de 510 habitants.

## Histoire
De 1975 à 1998, le village appartenait administrativement à la voïvodie de Radom.